# Stopplaats Diepesteeg
Stopplaats Diepesteeg (afkorting Dps) is een voormalige halte aan de Staatslijn A. De stopplaats lag tussen de huidige stations Dieren en Rheden.